# Serbiens volleyballlandshold (damer)
Serbiens volleyballlandshold er Serbiens landshold i volleyball. I løbet af 2000'erne har holdet været et af verdens bedste landshold. Det har vundet EM tre gange (2011, 2017 og 2019) og VM to gange (2018 og 2022).